# Liste des distinctions de Steve Carell
Cette page dresse la liste des distinctions de Steve Carell.

## Distinctions

### Oscars
| Année | Film ou série | Catégorie                               | Résultat |
| ----- | ------------- | --------------------------------------- | -------- |
| 2015  | Foxcatcher    | Meilleur acteur dans un film dramatique | Nommé    |

### Golden Globes
| Année | Film ou série                      | Catégorie                                                    | Résultat |
| ----- | ---------------------------------- | ------------------------------------------------------------ | -------- |
| 2006  | The Office                         | Meilleur acteur dans une série télévisée musicale ou comique | Lauréat  |
| 2007  | The Office                         | Meilleur acteur dans une série télévisée musicale ou comique | Nommé    |
| 2008  | The Office                         | Meilleur acteur dans une série télévisée musicale ou comique | Nommé    |
| 2009  | The Office                         | Meilleur acteur dans une série télévisée musicale ou comique | Nommé    |
| 2010  | The Office                         | Meilleur acteur dans une série télévisée musicale ou comique | Nommé    |
| 2015  | Foxcatcher                         | Meilleur acteur dans un film dramatique                      | Nommé    |
| 2016  | The Big Short : Le Casse du siècle | Meilleur acteur dans un film musical ou une comédie          | Nommé    |

### Emmy Awards
| Année | Film ou série    | Catégorie                                 | Résultat |
| ----- | ---------------- | ----------------------------------------- | -------- |
| 2006  | The Office       | Meilleur acteur dans une série comique    | Nommé    |
| 2007  | The Office       | Meilleur acteur dans une série comique    | Nommé    |
| 2008  | The Office       | Meilleur acteur dans une série comique    | Nommé    |
| 2009  | The Office       | Meilleur acteur dans une série comique    | Nommé    |
| 2020  | The Morning Show | Meilleur acteur dans une série dramatique | Nommé    |

### Gotham Awards
| Année | Film ou série        | Catégorie                                                | Résultat |
| ----- | -------------------- | -------------------------------------------------------- | -------- |
| 2006  | Little Miss Sunshine | Meilleure distribution                                   | Nommé    |
| 2014  | Foxcatcher           | Special Jury Award (avec Mark Ruffalo et Channing Tatum) | Lauréat  |

### MTV Movie Awards
| Année | Film(s)                                           | Catégorie                                                     | Résultat |
| ----- | ------------------------------------------------- | ------------------------------------------------------------- | -------- |
| 2005  | Présentateur vedette : La Légende de Ron Burgundy | Meilleure chanson originale pour la chanson Afternoon Delight | Nommé    |
| 2005  | Présentateur vedette : La Légende de Ron Burgundy | Meilleure distribution                                        | Nommé    |
| 2006  | 40 ans, toujours puceau                           | Meilleur acteur comique                                       | Lauréat  |
| 2006  | 40 ans, toujours puceau                           | Meilleur acteur                                               | Nommé    |
| 2006  | 40 ans, toujours puceau                           | Meilleure distribution                                        | Nommé    |
| 2009  | Max la Menace                                     | Meilleur acteur comique                                       | Nommé    |

### People's Choice Awards
| Année | Film ou série | Catégorie               | Résultat |
| ----- | ------------- | ----------------------- | -------- |
| 2009  |               | Acteur comique préférée | Nommé    |

### Phoenix Film Critics Society Awards
| Année | Film ou série        | Catégorie              | Résultat |
| ----- | -------------------- | ---------------------- | -------- |
| 2006  | Little Miss Sunshine | Meilleure distribution | Lauréat  |

### Prism Awards
| Année | Film ou série | Catégorie                              | Résultat |
| ----- | ------------- | -------------------------------------- | -------- |
| 2007  | The Office    | Meilleur acteur dans une série comique | Nommé    |

### Satellite Awards
| Année | Film ou série | Catégorie                                         | Résultat |
| ----- | ------------- | ------------------------------------------------- | -------- |
| 2006  | The Office    | Meilleur acteur dans une série comique ou musical | Nommé    |
| 2007  | The Office    | Meilleur acteur dans une série comique ou musical | Nommé    |
| 2015  | Foxcatcher    | Meilleur acteur                                   | Nommé    |

### Screen Actors Guild Awards
| Année | Film ou série        | Catégorie                                               | Résultat |
| ----- | -------------------- | ------------------------------------------------------- | -------- |
| 2007  | Little Miss Sunshine | Meilleure distribution                                  | Lauréat  |
| 2007  | The Office           | Meilleur acteur dans une série télévisée comique        | Nommé    |
| 2007  | The Office           | Meilleure distribution pour une série télévisée comique | Lauréat  |
| 2008  | The Office           | Meilleur acteur dans une série télévisée comique        | Nommé    |
| 2008  | The Office           | Meilleure distribution pour une série télévisée comique | Lauréat  |
| 2009  | The Office           | Meilleur acteur dans une série télévisée comique        | Nommé    |
| 2009  | The Office           | Meilleure distribution pour une série télévisée comique | Nommé    |
| 2010  | The Office           | Meilleur acteur dans une série télévisée comique        | Nommé    |
| 2010  | The Office           | Meilleure distribution pour une série télévisée comique | Nommé    |
| 2015  | Foxcatcher           | Meilleur acteur                                         | Nommé    |

### ShoWest Convention
| Année | Film ou série | Catégorie                                    | Résultat |
| ----- | ------------- | -------------------------------------------- | -------- |
| 2007  |               | Special Award de l'acteur comique de l'année | Lauréat  |

### TV Land Awards
| Année | Film ou série | Catégorie            | Résultat |
| ----- | ------------- | -------------------- | -------- |
| 2008  | The Office    | Future Classic Award | Lauréat  |

### Teen Choice Awards
| Année | Film ou série      | Catégorie                                          | Résultat |
| ----- | ------------------ | -------------------------------------------------- | -------- |
| 2006  | The Office         | Meilleur acteur dans une série comique             | Nommé    |
| 2007  | The Office         | Meilleur acteur dans une série comique             | Lauréat  |
| 2007  | Evan tout-puissant | Meilleur cri                                       | Lauréat  |
| 2007  | Evan tout-puissant | Meilleur acteur dans un film de comédie            | Nommé    |
| 2007  | Evan tout-puissant | Personnalité la plus agaçante de l'année au cinéma | Nommé    |
| 2008  | The Office         | Meilleur acteur dans une série comique             | Lauréat  |
| 2009  | The Office         | Meilleur acteur dans une série comique             | Nommé    |

### Television Critics Association Awards
| Année | Film ou série | Catégorie                              | Résultat |
| ----- | ------------- | -------------------------------------- | -------- |
| 2006  | The Office    | Meilleur acteur dans une série comique | Lauréat  |
| 2009  | The Office    | Meilleur acteur dans une série comique | Nommé    |

### Writers Guild of America Awards
| Année | Film ou série           | Catégorie                              | Résultat |
| ----- | ----------------------- | -------------------------------------- | -------- |
| 2006  | 40 ans, toujours puceau | Meilleur scénario original             | Nommé    |
| 2007  | The Office              | Meilleur scénario de série comique     | Lauréat  |
| 2007  | The Office              | Meilleur scénario d'épisode de comédie | Lauréat  |
| 2008  | The Office              | Meilleur scénario de série comique     | Nommé    |
| 2009  | The Office              | Meilleur scénario de série comique     | Nommé    |